# 9025 Polanskey
A 9025 Polanskey (ideiglenes jelöléssel (9025) 1988 SM2) egy kisbolygó a Naprendszerben. Schelte J. Bus fedezte fel 1988. szeptember 16-án.